# 复兴1型电力机车
复兴1型电力机车（原名和谐1G型电力机车），是中国铁路使用的一款八轴交流电传动高速干线客运电力机车，亦是继九铁公司（现时租予港铁公司营运50年）的Re465“瑞士糖”机车后，在国铁系统内营运的第二款200公里级别电力机车，亦是国内首款采用永磁电机（PMSM）技术的机车。本型机车由中车株洲电力机车研制，车辆外观为澳洲设计公司Industrial Design Alliance（IDA）設計。首两组于2015年出厂，并已于2017年10月22日在兰新客运专线上投入服务。HXD1G型机车轴功率为1400kW，整车装车功率11200kW，是中国大陆目前最大功率快速电力机车之一。机车设有双管供风能力，同时具备列车供电功能。其昵称为北极熊。

## 发展历史

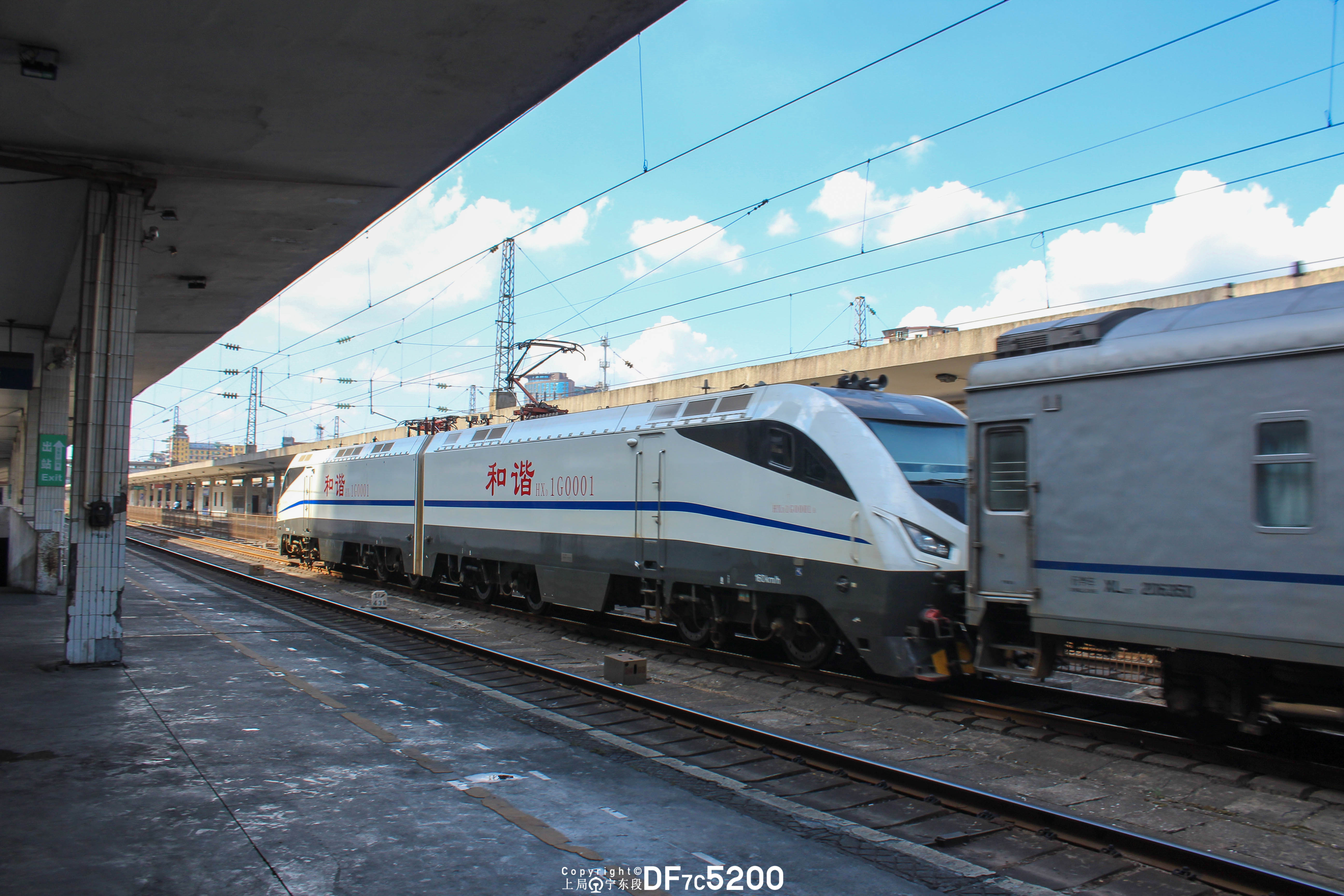
牵引X111/2次行邮列车的HXD1G型0001号机车

2012年12月，中国铁路总公司提出研制200km/h速度级别的快速电力机车。2015年9月，第一组HXD1G型机车从株洲出厂，其后被送往中国国家铁道试验中心（东郊分院）试验，第二组HXD1G也已于同年12月出厂并开始在环铁试车；试验样车最高试验速度达231km/h。2017年5月起，该型机车暂时配属广铁集团进行10万公里的考核试验，负责X111/2次武昌至石龙的牵引任务。5月7日，机车上线运行。考核结束后，HXD1G與HXD3G將一併配属兰州铁路局，牵引经由兰新客专线运行的客运列车，取代以HXD1D雙機牽引。其中，本型機車中的HXD1G-0001於2017年10月22日與HXD3G-0002一併投入服務，首列牽引的列車為廣州至新疆的Z135次列車。
及後，兩台試製機車曾暫時返回中車株機廠，拆解分析，為廠方申請正式量產本型機車提供技術數據，而原先由HXD1G或HXD3G牽引的列車，暫改回HXD1D（雙機）牽引。
2018年11月28日，该型机车作为动力集中电动车组的一部分获国家铁路局许可生产。
2018年12月12日，原HXD1G型0002号机车在拆解分析后经重新装配，更名为FXD1型电力机车。2019年，FXD1样车配属兰州局集團兰州西机务段，并于同年7月起与FXD3样车共同担当Z41/42次列车和Z105/106次列车兰州-乌鲁木齐区间牵引任务。

## 衍生型

### 复兴1型动力集中动车组动力车
复兴1型动力集中动车组动力车（车号为FXD1-Jxxxx）是基于复兴1型电力机车平台研制的用于CR200J型动力集中式动车组的动力车，单机功率5600KW，为双节重联的复兴1型电力机车的一半。此型号的动力车仅可供CR200J型动车组编组使用，可根据编组需要，单机或前后双机编入8节/16节/18节的25T型拖车中。